# 渭南站
渭南站位于中国陕西省渭南市临渭区前进路南端，于1934年正式启用，是陕西省最早的几个铁路车站之一，为西安铁路局管辖的陇海铁路上一等站。渭南站东距连云港东站1014公里，西距兰州站732公里，现时每天约有80趟列车在渭南站停靠。

## 历史
- 1933年，渭南站建成，地址在渭南市解放路北段。
- 1936年，西安事变发生后，何应钦派飞机轰炸渭南站，车站站房被炸[2]。
- 1958年，渭南站迁往市区前进路，老渭南站改为货运站。
- 2010年，渭南新货运站落成，老火车站被列入文物保护范围[3]。
- 2020年11月23日至2021年1月23日，因應本站站房及月台進行改善工程，所有列車暫不停靠本站。[4]
- 2021年1月24日，车站改造完毕并开通运营。改造后的候车大厅从原有的1091㎡扩建到2327㎡，可一次容纳约2000人同时候车。累计新增旅客候车面积1236㎡。同时车站还增设了商务候车区、综合服务中心、独立安检区、母婴室等功能场所，全面提升了车站候车环境。站台改造将原来一站台（低站台）改建为高站台，为1月28日开行一站式直达“绿动车”提供保障（西安—渭南）。二站台已翻新整治站台面，更新照明设备，优化旅客乘车环境。

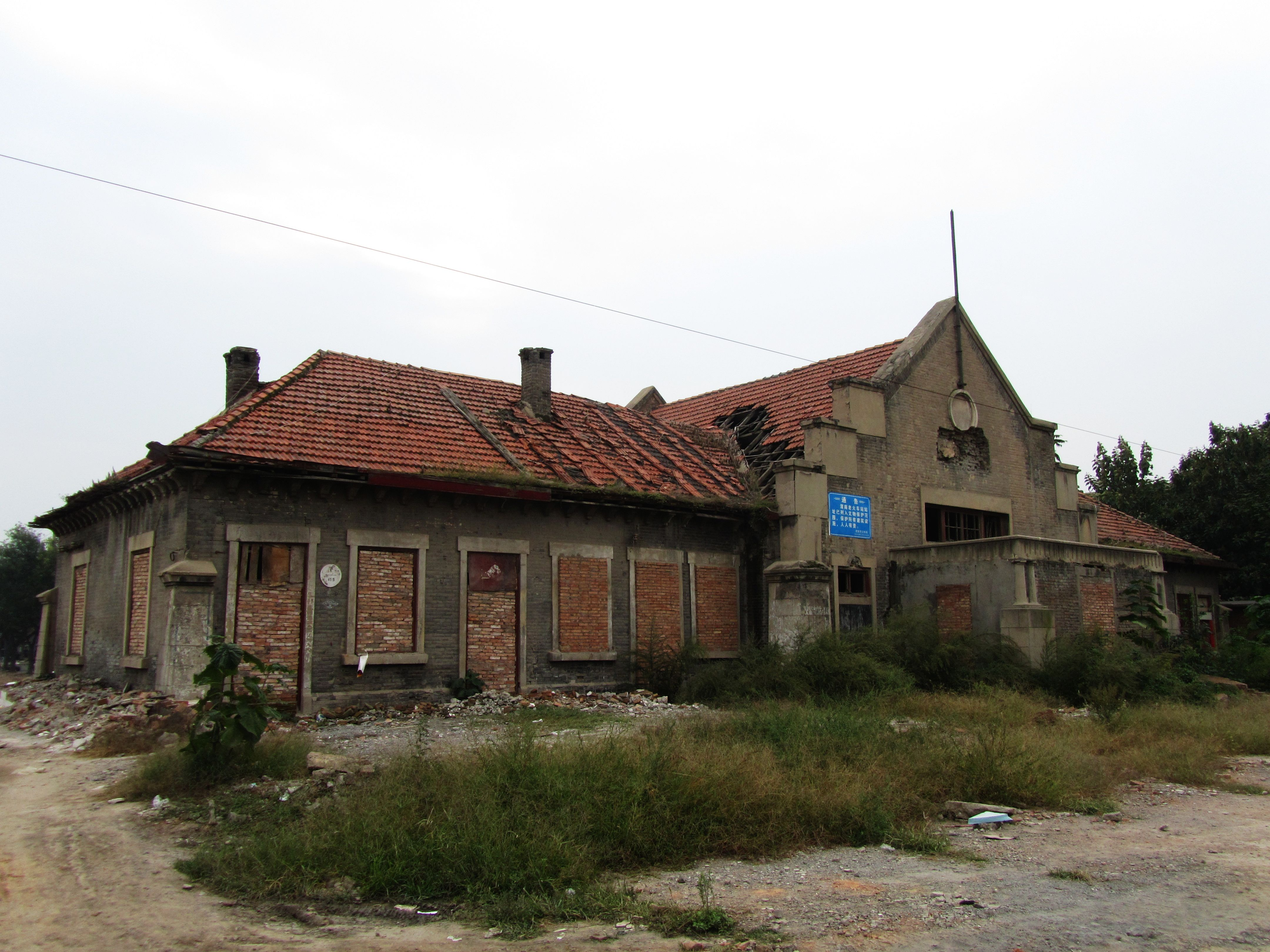
老渭南站
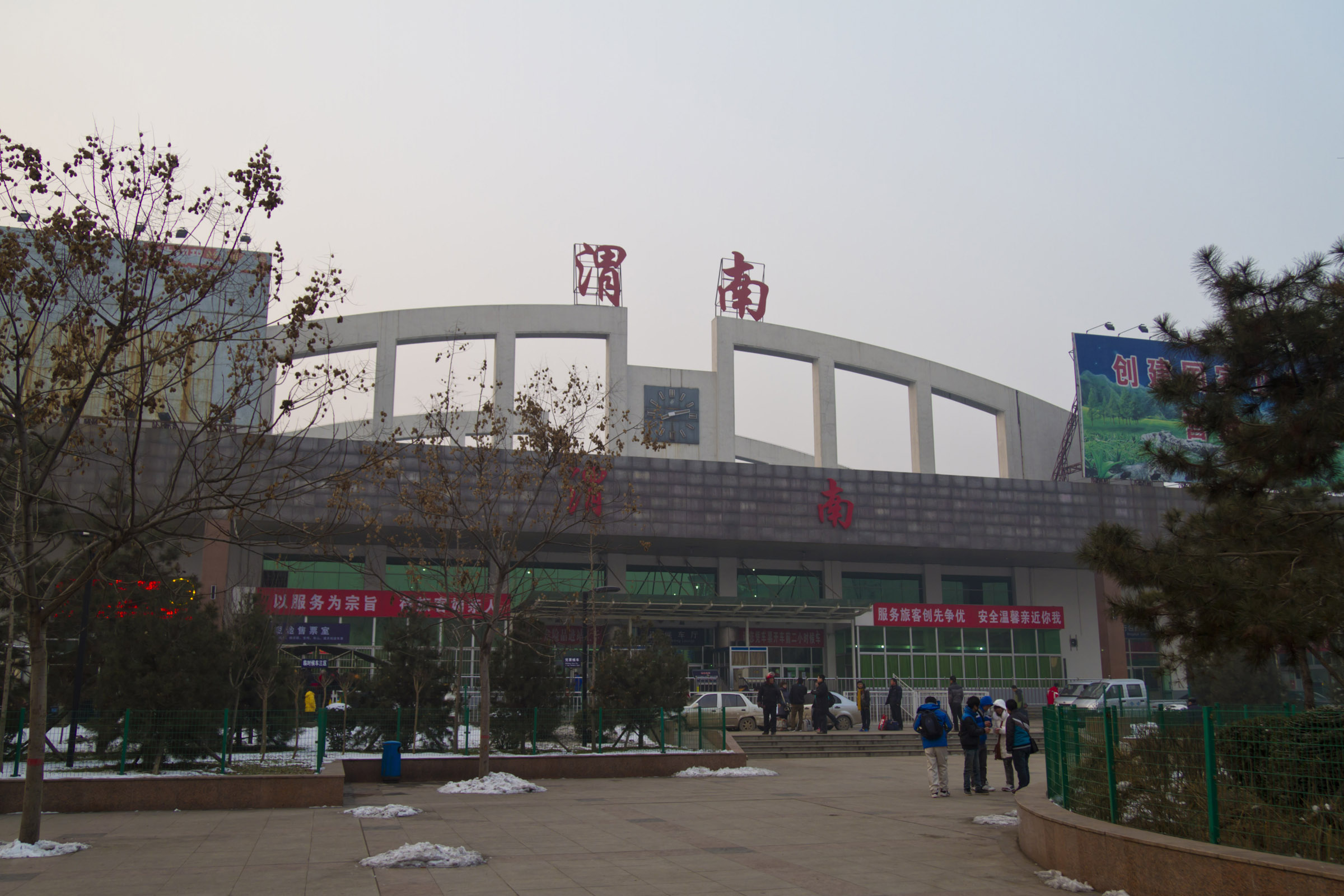
车站站房（2012年）
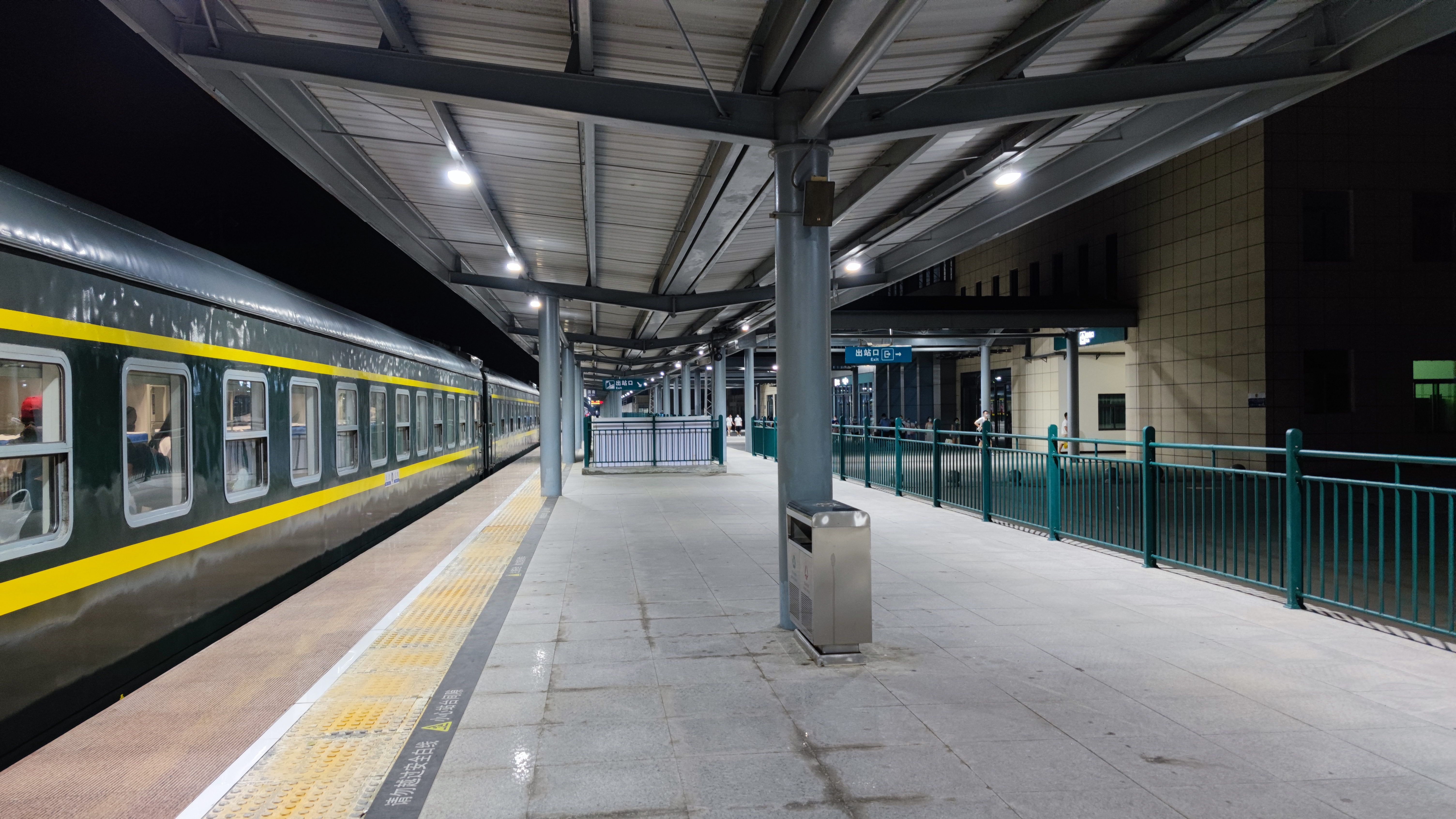
T56次列车在改造后的车站站台（2022年）
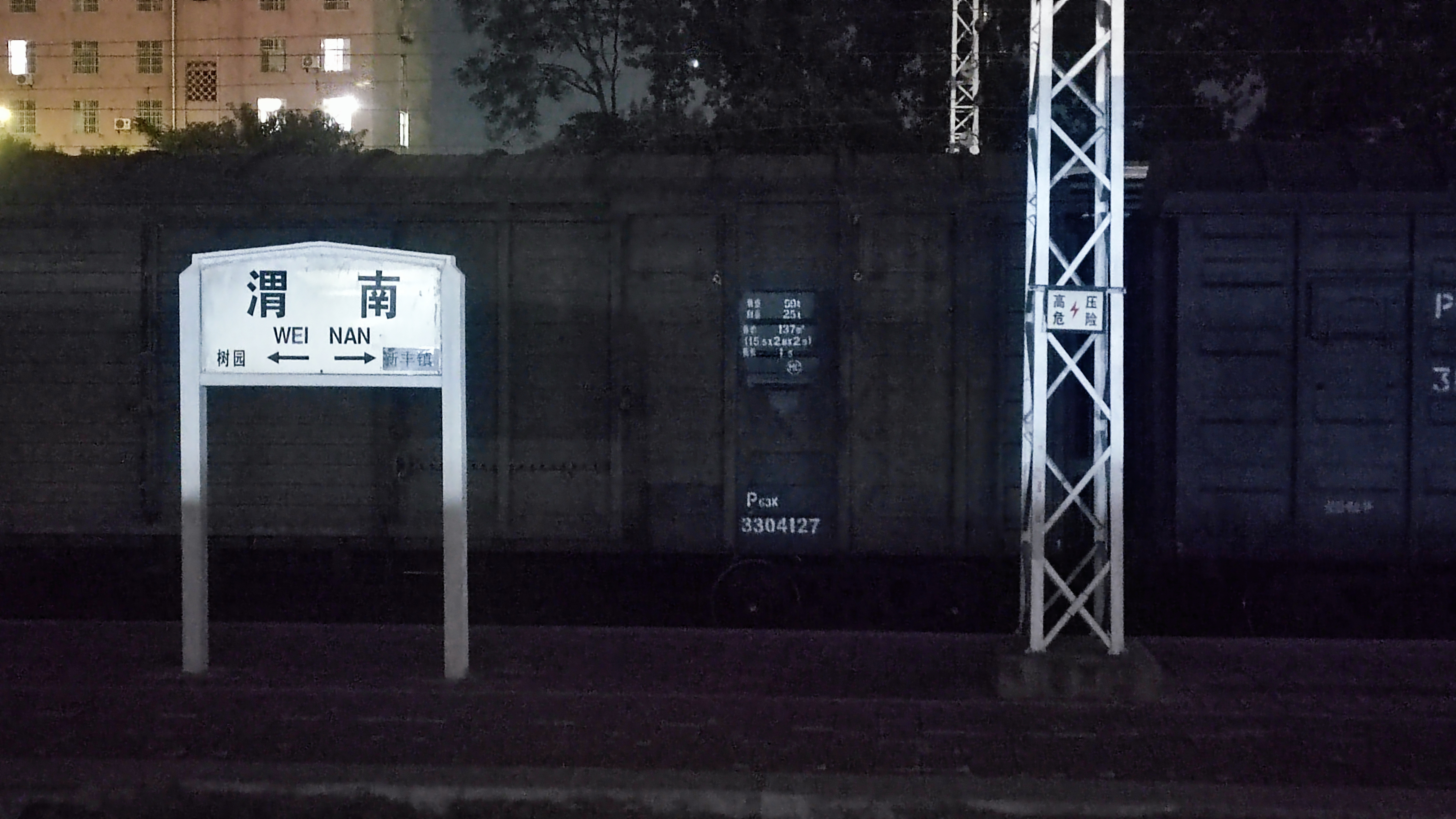
车站站场

## 交通配套

### 巴士
渭南火车站是渭南市区较大的一个公交枢纽站，目前共有10路公交车经过，分别为2、3、5、6、9、10、11、12、16、308路经过火车站。